# 2020-as Formula–1 belga nagydíj
A belga nagydíj volt a 2020-as Formula–1 világbajnokság hetedik futama, amelyet 2020. augusztus 28. és augusztus 30. között rendeztek meg a Circuit de Spa-Francorchamps versenypályán, Spában.

## Választható keverékek
| Abroncs              | Friss | Használt |
| -------------------- | ----- | -------- |
| Kemény keverék (C2)  |       |          |
| Közepes keverék (C3) |       |          |
| Lágy keverék (C4)    |       |          |
| Átmeneti esőgumi (I) |       |          |
| Teljes esőgumi (W)   |       |          |

## Szabadedzések

### Első szabadedzés
A belga nagydíj első szabadedzését augusztus 28-án, pénteken délelőtt tartották, magyar idő szerint 11:00-tól.
| helyezés | versenyző          | csapat/motor          | elért idő  | különbség | futott kör |
| -------- | ------------------ | --------------------- | ---------- | --------- | ---------- |
| 1        | Valtteri Bottas    | Mercedes              | 1:44,493   | −         | 18         |
| 2        | Lewis Hamilton     | Mercedes              | 1:44,562   | +0,069    | 17         |
| 3        | Max Verstappen     | Red Bull-Honda        | 1:44,574   | +0,081    | 20         |
| 4        | Sergio Pérez       | Racing Point-Mercedes | 1:44,629   | +0,136    | 22         |
| 5        | Lance Stroll       | Racing Point-Mercedes | 1:44,868   | +0,375    | 22         |
| 6        | Alexander Albon    | Red Bull-Honda        | 1:45,049   | +0,556    | 22         |
| 7        | Esteban Ocon       | Renault               | 1:45,099   | +0,606    | 20         |
| 8        | Carlos Sainz Jr.   | McLaren-Renault       | 1:45,222   | +0,729    | 24         |
| 9        | Daniel Ricciardo   | Renault               | 1:45,225   | +0,732    | 21         |
| 10       | Lando Norris       | McLaren-Renault       | 1:45,274   | +0,781    | 28         |
| 11       | Danyiil Kvjat      | AlphaTauri-Honda      | 1:45,447   | +0,954    | 25         |
| 12       | Pierre Gasly       | AlphaTauri-Honda      | 1:45,503   | +1,010    | 17         |
| 13       | Kimi Räikkönen     | Alfa Romeo-Ferrari    | 1:45,704   | +1,211    | 19         |
| 14       | Charles Leclerc    | Ferrari               | 1:45,759   | +1,266    | 18         |
| 15       | Sebastian Vettel   | Ferrari               | 1:46,179   | +1,686    | 15         |
| 16       | Nicholas Latifi    | Williams-Mercedes     | 1:46,488   | +1,995    | 19         |
| 17       | George Russell     | Williams-Mercedes     | 1:46,570   | +2,077    | 21         |
| 18       | Kevin Magnussen    | Haas-Ferrari          | idő nélkül | –         | 1          |
| 19       | Romain Grosjean    | Haas-Ferrari          | idő nélkül | –         | 2          |
| 20       | Antonio Giovinazzi | Alfa Romeo-Ferrari    | idő nélkül | –         | 2          |

### Második szabadedzés
A belga nagydíj második szabadedzését augusztus 28-án, pénteken délután tartották, magyar idő szerint 15:00-tól.
| helyezés | versenyző          | csapat/motor          | elért idő | különbség | futott kör |
| -------- | ------------------ | --------------------- | --------- | --------- | ---------- |
| 1        | Max Verstappen     | Red Bull-Honda        | 1:43,744  | −         | 21         |
| 2        | Daniel Ricciardo   | Renault               | 1:43,792  | +0,048    | 12         |
| 3        | Lewis Hamilton     | Mercedes              | 1:43,840  | +0,096    | 23         |
| 4        | Alexander Albon    | Red Bull-Honda        | 1:44,134  | +0,390    | 21         |
| 5        | Sergio Pérez       | Racing Point-Mercedes | 1:44,137  | +0,393    | 23         |
| 6        | Valtteri Bottas    | Mercedes              | 1:44,162  | +0,418    | 27         |
| 7        | Lando Norris       | McLaren-Renault       | 1:44,168  | +0,424    | 22         |
| 8        | Esteban Ocon       | Renault               | 1:44,208  | +0,464    | 23         |
| 9        | Carlos Sainz Jr.   | McLaren-Renault       | 1:44,474  | +0,730    | 23         |
| 10       | Pierre Gasly       | AlphaTauri-Honda      | 1:44,600  | +0,856    | 27         |
| 11       | Lance Stroll       | Racing Point-Mercedes | 1:44,678  | +0,934    | 23         |
| 12       | Danyiil Kvjat      | AlphaTauri-Honda      | 1:44,826  | +1,082    | 26         |
| 13       | Antonio Giovinazzi | Alfa Romeo-Ferrari    | 1:44,861  | +1,117    | 29         |
| 14       | Kimi Räikkönen     | Alfa Romeo-Ferrari    | 1:44,896  | +1,152    | 23         |
| 15       | Charles Leclerc    | Ferrari               | 1:45,440  | +1,696    | 19         |
| 16       | George Russell     | Williams-Mercedes     | 1:45,463  | +1,719    | 25         |
| 17       | Sebastian Vettel   | Ferrari               | 1:45,683  | +1,939    | 21         |
| 18       | Nicholas Latifi    | Williams-Mercedes     | 1:45,774  | +2,030    | 26         |
| 19       | Romain Grosjean    | Haas-Ferrari          | 1:45,834  | +2,090    | 12         |
| 20       | Kevin Magnussen    | Haas-Ferrari          | 1:46,242  | +2,498    | 12         |

### Harmadik szabadedzés
A belga nagydíj harmadik szabadedzését augusztus 29-én, szombaton délelőtt tartották, magyar idő szerint 12:00-tól.
| helyezés | versenyző          | csapat/motor          | elért idő | különbség | futott kör |
| -------- | ------------------ | --------------------- | --------- | --------- | ---------- |
| 1        | Lewis Hamilton     | Mercedes              | 1:43,255  | −         | 9          |
| 2        | Esteban Ocon       | Renault               | 1:43,485  | +0,230    | 9          |
| 3        | Lando Norris       | McLaren-Renault       | 1:43,641  | +0,386    | 12         |
| 4        | Alexander Albon    | Red Bull-Honda        | 1:43,731  | +0,476    | 13         |
| 5        | Valtteri Bottas    | Mercedes              | 1:43,813  | +0,558    | 9          |
| 6        | Max Verstappen     | Red Bull-Honda        | 1:43,896  | +0,641    | 10         |
| 7        | Daniel Ricciardo   | Renault               | 1:43,973  | +0,718    | 8          |
| 8        | Lance Stroll       | Racing Point-Mercedes | 1:43,988  | +0,733    | 12         |
| 9        | Carlos Sainz Jr.   | McLaren-Renault       | 1:44,006  | +0,751    | 13         |
| 10       | Sergio Pérez       | Racing Point-Mercedes | 1:44,180  | +0,925    | 12         |
| 11       | Pierre Gasly       | AlphaTauri-Honda      | 1:44,508  | +1,253    | 14         |
| 12       | Danyiil Kvjat      | AlphaTauri-Honda      | 1:44,543  | +1,288    | 14         |
| 13       | Nicholas Latifi    | Williams-Mercedes     | 1:44,771  | +1,516    | 11         |
| 14       | Kevin Magnussen    | Haas-Ferrari          | 1:44,841  | +1,586    | 10         |
| 15       | Romain Grosjean    | Haas-Ferrari          | 1:44,844  | +1,589    | 16         |
| 16       | Kimi Räikkönen     | Alfa Romeo-Ferrari    | 1:44,932  | +1,677    | 11         |
| 17       | Charles Leclerc    | Ferrari               | 1:45,147  | +1,892    | 12         |
| 18       | George Russell     | Williams-Mercedes     | 1:45,157  | +1,902    | 11         |
| 19       | Antonio Giovinazzi | Alfa Romeo-Ferrari    | 1:45,190  | +1,935    | 13         |
| 20       | Sebastian Vettel   | Ferrari               | 1:45,420  | +2,165    | 12         |

## Időmérő edzés
A belga nagydíj időmérő edzését augusztus 29-én, szombaton futották, magyar idő szerint 15:00-tól.
| helyezés              | rajtszám | versenyző          | csapat/motor          | 1. rész  | 2. rész  | 3. rész  | rajthely | futott kör |
| --------------------- | -------- | ------------------ | --------------------- | -------- | -------- | -------- | -------- | ---------- |
| 1                     | 44       | Lewis Hamilton     | Mercedes              | 1:42,323 | 1:42,014 | 1:41,252 | 1        | 15         |
| 2                     | 77       | Valtteri Bottas    | Mercedes              | 1:42,534 | 1:42,126 | 1:41,763 | 2        | 17         |
| 3                     | 33       | Max Verstappen     | Red Bull-Honda        | 1:43,197 | 1:42,473 | 1:41,778 | 3        | 17         |
| 4                     | 3        | Daniel Ricciardo   | Renault               | 1:43,309 | 1:42,487 | 1:42,061 | 4        | 11         |
| 5                     | 23       | Alexander Albon    | Red Bull-Honda        | 1:43,418 | 1:42,193 | 1:42,264 | 5        | 15         |
| 6                     | 31       | Esteban Ocon       | Renault               | 1:43,505 | 1:42,534 | 1:42,396 | 6        | 15         |
| 7                     | 55       | Carlos Sainz Jr.   | McLaren-Renault       | 1:43,322 | 1:42,478 | 1:42,438 | 7        | 15         |
| 8                     | 11       | Sergio Pérez       | Racing Point-Mercedes | 1:43,349 | 1:42,670 | 1:42,532 | 8        | 15         |
| 9                     | 18       | Lance Stroll       | Racing Point-Mercedes | 1:43,265 | 1:42,491 | 1:42,603 | 9        | 15         |
| 10                    | 4        | Lando Norris       | McLaren-Renault       | 1:43,514 | 1:42,722 | 1:42,657 | 10       | 17         |
| 11                    | 26       | Danyiil Kvjat      | AlphaTauri-Honda      | 1:43,267 | 1:42,730 |          | 11       | 12         |
| 12                    | 10       | Pierre Gasly       | AlphaTauri-Honda      | 1:43,262 | 1:42,745 |          | 12       | 12         |
| 13                    | 16       | Charles Leclerc    | Ferrari               | 1:43,656 | 1:42,996 |          | 13       | 12         |
| 14                    | 5        | Sebastian Vettel   | Ferrari               | 1:43,567 | 1:43,261 |          | 14       | 12         |
| 15                    | 63       | George Russell     | Williams-Mercedes     | 1:43,630 | 1:43,468 |          | 15       | 11         |
| 16                    | 7        | Kimi Räikkönen     | Alfa Romeo-Ferrari    | 1:43,743 |          |          | 16       | 6          |
| 17                    | 8        | Romain Grosjean    | Haas-Ferrari          | 1:43,838 |          |          | 17       | 6          |
| 18                    | 99       | Antonio Giovinazzi | Alfa Romeo-Ferrari    | 1:43,950 |          |          | 18       | 6          |
| 19                    | 6        | Nicholas Latifi    | Williams-Mercedes     | 1:44,138 |          |          | 19       | 6          |
| 20                    | 20       | Kevin Magnussen    | Haas-Ferrari          | 1:44,314 |          |          | 20       | 8          |
| 107%-os idő: 1:49,485 |          |                    |                       |          |          |          |          |            |

## Futam
A belga nagydíj futama augusztus 30-án, vasárnap rajtolt, magyar idő szerint 15:10-kor.
| helyezés | rajtszám | versenyző          | csapat/motor          | futott kör | idő/kiesés oka | rajthely | pont  |
| -------- | -------- | ------------------ | --------------------- | ---------- | -------------- | -------- | ----- |
| 1        | 44       | Lewis Hamilton     | Mercedes              | 44         | 1:24:08,761    | 1        | 25    |
| 2        | 77       | Valtteri Bottas    | Mercedes              | 44         | +8,448         | 2        | 18    |
| 3        | 33       | Max Verstappen     | Red Bull-Honda        | 44         | +15,455        | 3        | 15    |
| 4        | 3        | Daniel Ricciardo   | Renault               | 44         | +18,877        | 4        | 13[1] |
| 5        | 31       | Esteban Ocon       | Renault               | 44         | +40,650        | 6        | 10    |
| 6        | 23       | Alexander Albon    | Red Bull-Honda        | 44         | +42,712        | 5        | 8     |
| 7        | 4        | Lando Norris       | McLaren-Renault       | 44         | +43,774        | 10       | 6     |
| 8        | 10       | Pierre Gasly       | AlphaTauri-Honda      | 44         | +47,371        | 12       | 4     |
| 9        | 18       | Lance Stroll       | Racing Point-Mercedes | 44         | +52,603        | 9        | 2     |
| 10       | 11       | Sergio Pérez       | Racing Point-Mercedes | 44         | +53,179        | 8        | 1     |
| 11       | 26       | Danyiil Kvjat      | AlphaTauri-Honda      | 44         | +1:10,200      | 11       |       |
| 12       | 7        | Kimi Räikkönen     | Alfa Romeo-Ferrari    | 44         | +1:11,504      | 16       |       |
| 13       | 5        | Sebastian Vettel   | Ferrari               | 44         | +1:12,894      | 14       |       |
| 14       | 16       | Charles Leclerc    | Ferrari               | 44         | +1:14,920      | 13       |       |
| 15       | 8        | Romain Grosjean    | Haas-Ferrari          | 44         | +1:16,793      | 17       |       |
| 16       | 6        | Nicholas Latifi    | Williams-Mercedes     | 44         | +1:17,795      | 19       |       |
| 17       | 20       | Kevin Magnussen    | Haas-Ferrari          | 44         | +1:25,540      | 20       |       |
| ki       | 99       | Antonio Giovinazzi | Alfa Romeo-Ferrari    | 9          | baleset        | 18       |       |
| ki       | 63       | George Russell     | Williams-Mercedes     | 9          | baleset        | 15       |       |
| ni       | 55       | Carlos Sainz Jr.   | McLaren-Renault       | 0          | kipufogó       | –[2]     |       |

Megjegyzés:
- ↑ 1:  — Daniel Ricciardo a helyezéséért járó pontok mellett a versenyben futott leggyorsabb körért további 1 pontot szerzett.
- ↑ 2:  — Carlos Sainz Jr. a 7. helyen kvalifikálta magát a versenyre, ám az autója kipufogórendszerének meghibásodása miatt nem tudott elrajtolni a futamon, ezért a 7. rajtkocka üresen maradt.[2]

## A világbajnokság állása a verseny után
| H   | Versenyzők       | Pont | H   | Konstruktőrök         | Pont |
| --- | ---------------- | ---- | --- | --------------------- | ---- |
| 1.  | Lewis Hamilton   | 157  | 1.  | Mercedes              | 264  |
| 2.  | Max Verstappen   | 110  | 2.  | Red Bull-Honda        | 158  |
| 3.  | Valtteri Bottas  | 107  | 3.  | McLaren-Renault       | 68   |
| 4.  | Alexander Albon  | 48   | 4.  | Racing Point-Mercedes | 66   |
| 5.  | Charles Leclerc  | 45   | 5.  | Ferrari               | 61   |
| 6.  | Lando Norris     | 45   | 6.  | Renault               | 59   |
| 7.  | Lance Stroll     | 42   | 7.  | AlphaTauri-Honda      | 20   |
| 8.  | Daniel Ricciardo | 33   | 8.  | Alfa Romeo-Ferrari    | 2    |
| 9.  | Sergio Pérez     | 33   | 9.  | Haas-Ferrari          | 1    |
| 10. | Esteban Ocon     | 26   | 10. | Williams-Mercedes     | 0    |

(A teljes táblázat)

## Statisztikák
- Vezető helyen:
  - Lewis Hamilton: 44 kör (1-44)
- Lewis Hamilton 93. pole-pozíciója és 89. futamgyőzelme.
- Daniel Ricciardo 14. versenyben futott leggyorsabb köre.
- A Mercedes 108. futamgyőzelme.
- Lewis Hamilton 157., Valtteri Bottas 51., Max Verstappen 37. dobogós helyezése.
- Danyiil Kvjat 100. nagydíjrajtja.